# Velveteen Dream
Patrick Clark Jr. (Washington D.C, 19 de agosto de 1995) es un luchador profesional estadounidense quien actualmente compite en el circuito independiente bajo el nombre de Velveteen Man. Es conocido por su tiempo en la WWE, donde apareció bajo el nombre en el ring Velveteen Dream.
Clark comenzó su carrera de lucha libre profesional en 2014, cuando debutó en la promoción Maryland Championship Wrestling donde entrenaba. Durante su tiempo allí, ganó el Campeonato en Parejas de MCW con Lio Rush. Después de competir en varias otras promociones independientes, Clark participó en el programa de telerrealidad de la WWE Tough Enough, una serie enfocada en encontrar nuevos luchadores para la WWE. Clark no ganó el concurso, pero firmó un contrato de desarrollo y fue asignado al territorio de desarrollo de WWE, NXT.
En 2017, Clark debutó con su nuevo gimmick, un personaje extravagante llamado Velveteen Dream. Después de varias luchas bien recibidas, Dream se volvió muy popular en NXT y derrotó a Johnny Gargano para ganar el Campeonato Norteamericano de NXT. Sin embargo, luego de múltiples controversias, Clark fue liberado de su contrato con la WWE en 2021.

## Carrera en lucha libre profesional

### Carrera temprana (2014-2015)
Clark entrenó para convertirse en un luchador profesional en el centro de entrenamiento de Maryland Championship Wrestling, e hizo su debut para la promoción después de cuatro meses de entrenamiento el 3 de octubre de 2014. 
Continuó luchando por MCW, ganando el MCW Tag Team Championship con Lio Rush en octubre de 2015. Además de trabajar para MCW, Clark hizo apariciones numerosas para las varias promociones independientes americanas durante 2015 incluyendo World Xtreme Wrestling, Combat Zone Wrestling y Marvelous Puroresu USA.

### WWE (2015-2021)

#### Tough Enough (2015)
Clark fue elegido para ser un concursante en la sexta temporada de la competencia de WWE WWE Tough Enough, que comenzó a emitir en junio de 2015. A pesar de ser considerado como uno de los favoritos para ganar la competencia, fue eliminado en el quinto episodio debido a una percepción de falta de humildad, ubicándose en el noveno puesto en la serie.

#### NXT (2015-2021)
El 17 de octubre de 2015, se informó de que Clark había firmado un contrato de desarrollo con la WWE. 
Hizo su debut en el ring para la compañía en un evento en vivo de NXT el 5 de febrero de 2016, perdiendo ante Riddick Moss. Hizo su debut en la televisión en el episodio del 20 de julio de 2016 de NXT, perdiendo ante Austin Aries. En el episodio del 19 de octubre de NXT, Clark se enfrentó y desafió al Campeón de NXT Shinsuke Nakamura pero fue atacado y golpeado abajo por Nakamura. Clark regresó y tuvo su primera victoria televisada el 1 de marzo de 2017 en el episodio de NXT, derrotando a Sean Maluta. En el episodio del 24 de mayo de 2017 de NXT, Clark debutó con un nuevo nombre y un gimmick inspirado en Prince, denominado The Velveteen Dream donde derrotó a Robert Anthony.
Tras esto, comenzó una rivalidad con Aleister Black. En NXT TakeOver: WarGames, Dream fue derrotado por Black, aunque fue considerada una de las mejores luchas del 2017. El 6 de diciembre en NXT, Dream tenía que luchar contra Kassius Ohno por una oportunidad por el Fatal 4-way Match para ser retador #1 por el Campeonato de NXT; pero debido a una lesión, fue reemplazado por Johnny Gargano.
Habiéndose recuperado de su lesión, Dream retó a Gargano por su oportunidad por ser retador al título. El 24 de enero en NXT, Dream fue derrotado por Gargano. En NXT TakeOver: Philadelphia, venció a Kassius Ohno en una lucha que fue pactada antes del evento. El 7 de marzo de 2018 en NXT, William Regal anunció la creación del Campeonato Norteamericano de NXT, y anunció que los participantes designados participarían en un Ladder Match por este campeonato en NXT Takeover: New Orleans. El 28 de marzo en NXT, se revelaron a los participantes que serían EC3, Killian Dain, Adam Cole, Ricochet, Lars Sullivan, Adam Cole y Velveteen Dream. En NXT TakeOver: New Orleans, Dream no logró ganar la lucha, aunque fue considerada como una de las mejores luchas del 2018.
El 9 de mayo en NXT, Dream interfirió en la presentación de Ricochet, donde ambos tendrían una lucha pero fueron atacados por Lars Sullivan. El 23 de mayo, Dream y Ricochet se unieron para enfrentarse a Sullivan en un 2-1 Handicap Match pero fueron derrotados después de que Dream traicionara a Ricochet. Tras esto, comenzaría una rivalidad intensa entre los dos. En NXT TakeOver: Chicago II, fue vencido por Ricochet.
Posteriormente, comenzaría un nuevo feudo contra EC3, derrotándolo en NXT TakeOver: Brooklyn 4. Como parte de la rivalidad entre Aliester Black y Johnny Gargano, Dream se vio involucrado contra el Campeón de NXT Tommaso Ciampa. En NXT TakeOver: War Games II, fue vencido por Ciampa.
A inicios de año, se anunció la creación del evento Worlds Collide, un evento especial donde 15 luchadores participarían por el derecho de ser retador a cualquier título de las tres marcas involucradas (NXT, 205 Live y NXT UK). Tras esto, se anunció que Dream representaría junto a Dominik Dijakovic, Adam Cole, Keith Lee y Shane Thorne a NXT. En World Collide, Dream derrotó a Tony Nese, Humberto Carrillo, Jordan Devlin y finalmente a Tyler Bate, ganando el derecho de enfrentarse a cualquier campeón de las tres marcas (aunque no podía hacerlo con el que ostentaba el Campeonato Crucero por el peso).
El 20 de mayo de 2021, se informó que fue liberado de su contrato con la WWE después de cinco meses de inactividad.

### Circuito independiente (2024-presente)
El 18 de febrero de 2024, Clark regresó a la lucha libre después de más de 3 años para la empresa Dynasty en una aparición sorpresa, bajo su nombre de ring de la WWE, Velveteen Dream.

## Polémicas

### Acusaciones de acoso sexual
En abril de 2020, Clark fue acusado de enviar imágenes indecentes a niños menores de edad en Instagram después de que un usuario de Reddit publicara capturas de pantalla de lo que parecía ser un Clark desnudo en el subreddit r/SquaredCircle, aunque Clark negó estas acusaciones.
En junio de 2020, Clark volvió a ser objeto de controversia después de que se hicieran nuevas acusaciones de que envió una foto sexualmente explícita a una niña menor de edad, además de tener comunicaciones inapropiadas con niños menores de edad y prepararlos en medio del movimiento Speaking Out. Según los informes, WWE investigó el incidente pero no encontró evidencia de irregularidades.

### Arresto
En agosto de 2022, Clark fue arrestado dos veces en Florida. El 20 de agosto fue arrestado por cargos de agresión en primer grado y allanamiento de la propiedad después de una advertencia, de la que se declaró inocente. Luego fue arrestado nuevamente el 26 de agosto por cargos de posesión de parafernalia de drogas. 

## En lucha
- Movimientos Finales
  - Como The Velveteen Dream
    - Purple Rainmaker (Diving elbow drop)[12] — 2017—presente
    - Reverse STO DDT

  - Como Patrick Clark
    - Famouser (Leg drop bulldog)[10]
- Movimientos de firma
  - Dream Valley Driver (Cartwheeling death valley driver a veces desde una posición elevada)
  - Superkick
  - Short-Arm Clothesline
  - European Uppercut
  - Lou Thesz Press
  - European Uppercat To Back
  - Belly to back Suplex
  - Hangman's Neckbreacker
  - Running Lariat
  - Rope Hung Swinging Neckbreaker
  - Swinging Spike DDT
  - Springboard Axe Handle
  - Diving Double Axe Handle
  - Pendulum Backbreacker
  - Modified Abdominal Stretch
  - Big Boot
  - Vertical Suplex
  - Single Leg Dropckick
  - Shoulderlock
  - Avalance Cartwheeling Death Valley driver
  - Spinebuster
  - Cartwheeling Death Valley driver

- Apodos
  - "The (Your) Patrick Clark Experience"[9]
  - "The (Your) Velveteen Dream"[9]
  - "The (Your) Dream"

## Campeonatos y logros
- Maryland Championship Wrestling

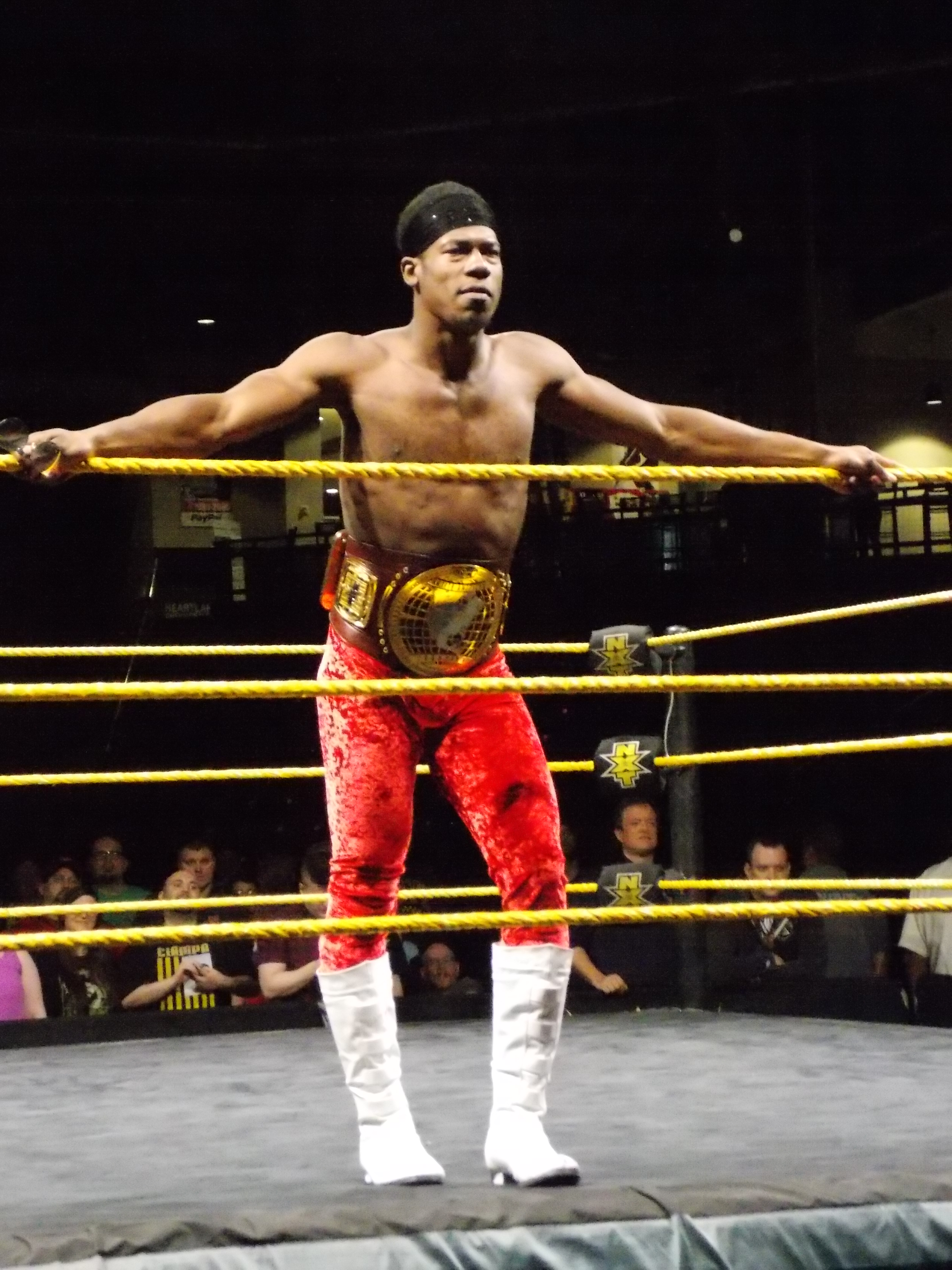
Dream como el Campeón Norteamericano de NXT.

  - MCW Tag Team Championship (1 vez) con Lio Rush[2]

- World Wrestling Entertainment/WWE
  - NXT North American Championship (1 vez)
  - NXT Year–End Award (Rivalidad del año) (2017)[13] – vs Aleister Black
  - WWE Worlds Collide (2019)[14]

- Pro Wrestling Illustrated
  - Luchador que más ha mejorado del año (2018)
  - Situado en el Nº324 en los PWI 500 de 2017[15]
  - Situado en el Nº79 en los PWI 500 de 2018

- Wrestling Observer Newsletter
  - Lucha 5 estrellas (2018) vs. EC3 vs. Killian Dain vs. Ricochet vs. Lars Sullivan vs. Adam Cole en NXT TakeOver: New Orleans el 7 de abril